# Kumococius rodericensis
Kumococius rodericensis är en fiskart som först beskrevs av Cuvier 1829.  Kumococius rodericensis ingår i släktet Kumococius och familjen Platycephalidae. Inga underarter finns listade i Catalogue of Life.